# Obras Misionales Pontificias de España
Las Obras Misionales Pontificias de España (OMP) es la delegación nacional española de la Obras Misionales Pontificias con sede en Roma, Italia. Es una institución de la Iglesia católica, perteneciente al Dicasterio para la Evangelización, cuyo objetivo es la promoción del espíritu misionero y universal. 
Esto se lleva a cabo mediante la información y sensibilización respecto a las misiones, la promoción de vocaciones misioneras, la colecta y distribución de ayudas a los misioneros, a sus obras y a las Iglesias jóvenes, en las cuales se procura favorecer la comunión con las otras Iglesias para el intercambio de bienes y ayudas. De este modo, y al modo de las antiguas Iglesias cristianas, las Obras Misionales Pontificias sostienen la labor de los misioneros entre los pueblos no cristianos.
En la Universidad San Dámaso, en Madrid, existe la Cátedra de Misionología, que fue erigida en colaboración con la dirección nacional en España de las Obras Misionales Pontificias. Su cometido es impulsar la formación de los misioneros y el estudio a través de cursos y títulos propios de aquellas cuestiones que afectan a la actividad misionera de la Iglesia y desarrolla ámbitos de formación tanto para los misioneros como para los demás agentes de pastoral que están integrados en la pastoral misionera.

## Las cuatro "obras" misionales
Obras Misionales Pontificias es una institución única pero que trabaja a través de cuatro áreas de actuación, cada una con su propia identidad y especificidad, tanto en el fin que se propone como en los medios e iniciativas con que lo lleva a cabo, adaptándolos y renovándolos según las diversas situaciones eclesiales y socioculturales en las que deba trabajar:
1. Propagación de la fe: Fundada en Lyon (Francia) en 1822 por la venerable Pauline Jaricot, tiene la tarea de promover la cooperación misionera en todas las comunidades cristianas. Para ello, además de recoger ayudas, atiende a las vocaciones misioneras y a la educación en el espíritu misionero, especialmente con distintas iniciativas durante el mes misionero de octubre. Tiene como jornada propia el Domingo Mundial de las Misiones (DOMUND), que se realiza anualmente el penúltimo domingo de octubre.
2. San Pedro Apóstol: Fundada por Juana Bigard en Caen (Francia) en 1889, esta Obra se encarga de la formación del clero local en las Iglesias de misión, sobre todo con la ayuda financiera, donativos que se han extendido también a los candidatos a la vida religiosa masculina y femenina. Es una llamada de atención sobre la importancia de las vocaciones al sacerdocio y a la vida consagrada en los territorios de misión; vocaciones carentes de recursos y que necesitan de nuestra ayuda, especialmente a través de la fórmula de las “Becas Misioneras”. En 1949 se empezó a celebrar en España un día dedicado al “Clero Indígena”. La Congregación para la Evangelización de los Pueblos (entonces Propaganda Fide) felicitó a las OMP de España por ser el primer país en organizar de forma estable una jornada en favor de la Obra de San Pedro Apóstol: La Jornada de las Vocaciones Nativas, actualmente se realiza todos los años el último domingo de abril.
3. Santa Infancia o Infancia Misionera: La Obra fue fundada en 1843 por monseñor De Forbin Janson, Obispo de Nancy (Francia). Tiene como objetivo educar a los niños el espíritu misionero, interesándoles por las necesidades de otros niños en los países de misión mediante el ofrecimiento de oraciones y de ayuda material. En España, la Jornada de Infancia Misionera se celebra el cuarto domingo de enero, y busca ayudar a las comunidades cristianas, y en especial a los niños, a profundizar en la pedagogía que esta Obra Pontificia desarrolla durante todo el año. Su preparación más inmediata arranca con la campaña de “Sembradores de Estrellas”, en la que los pequeños viven el sentido misionero de la Navidad.
4. Unión Misionera: Fundada en Italia por el P. Manna en 1916, se ocupa de la animación misionera de los pastores y animadores del Pueblo de Dios: sacerdotes, religiosos y religiosas, miembros de Institutos seculares. Realiza la misma función que las otras Obras Pontificias, tratando de promoverlas en las Iglesias locales.

## Organización
Las Obras Misionales Pontificias están organizadas a nivel internacional, nacional y diocesano:
Nivel internacional: La dirección y la colaboración mutua de las Obras Misionales Pontificias están garantizadas por el Comité Supremo, presidido por el Cardenal Prefecto de la Congregación para la Evangelización de los Pueblos Fernando Filoni, y por el Consejo Superior, presidido por el presidente de las Obras Pontificias, que actualmente es el Secretario Adjunto de la Congregación, arzobispo Protase Rugambwa. Después, cada Obra tiene un Secretario General. El Comité Supremo supervisa las actividades y el desarrollo de las Obras individuales. El Consejo Superior, que tiene una asamblea anual, se ocupa principalmente de la asignación de las subvenciones ordinarias y extraordinarias.
Nivel nacional: Las Obras Misionales Pontificias son guiadas y animadas por un Director Nacional, nombrado por la Congregación para la Evangelización de los Pueblos y por el Consejo Nacional. El Director mantiene relaciones y colabora con los misioneros de las organizaciones de su propia Conferencia Episcopal. El actual Director Nacional de España es José María Calderón Castro, sacerdote de la Archidiócesis de Madrid.
Nivel diocesano: El obispo debe nombrar a un director de las Obras Pontificias, al cual compete animar las distintas manifestaciones de la actividad pastoral para la misión universal (a nivel diocesano, parroquial, etc.).

## Directores
- Ángel Sagarmínaga Mendieta (1926-1968)
- Joaquín María Goiburu Lopetegui (1968-1973)
- José María Larrauri Lafuente (1974-1979)
- José Capmany Casamitjana (1979-1995)
- José Luis Irizar Artiach (1995-2001)
- Francisco Pérez González (2001-2011)[2]
- Anastasio Gil García (2011-2018)
- José María Calderón Castro (2019-)[3]